# Округ Вала Вала (Вашингтон)
Округ Вала Вала (енгл. Walla Walla County) је округ у америчкој савезној држави Вашингтон.

## Демографија
По попису из 2010. године број становника је 58.781, што је 3.601 (6,5%) становника више него 2000. године.
| Група             | 2000.          | 2010.          |
| Белци             | 43.502 (78,8%) | 43.604 (74,2%) |
| Афроамериканци    | 930 (1,7%)     | 1.079 (1,8%)   |
| Азијати           | 614 (1,1%)     | 758 (1,3%)     |
| Хиспаноамериканци | 8.654 (15,7%)  | 11.593 (19,7%) |
| Укупно            | 55.180         | 58.781         |